# Nådendals museum
Nådendals museum (finska: Naantalin museo) är ett kulturhistoriskt museum i Nådendal i det finländska landskapet Egentliga Finland. Museet förvaltas av Nådendals stad och det ligger i Nådendals gamla stad, i en trähusmiljö. Museet är öppet vanligtvis på somrarna och under större evenemang.
Nådendals museum består av två träbyggnader som ger en översikt över stadens historia och Birgittaklostret som grundades år 1443 i området. Det är möjligt att använda museikortet i Nådendals museum.
Museet grundades år 1919, när stadsborna ville ha en större tillsyn av kyrkliga föremål och annat från stadens historia. Museiföreningen Naantalin Museoyhdistys donerade museet och dess samlingar till Nådendals stad år 1980. Därefter har museet sköts av staden.

## Utställningar
Museets två byggnader kallas Hiilola och Humppi. I Humppi finns en arkeologisk utställning om Nådendals tidigaste dagar och en miniatyrmodell av Birgittaklostret. Huset Hiilola tar besökaren med in i 1800-talets interiörer och visar hur borgarklassen levde i denna småstad. På baksidan av den skyddade och frodiga trädgården ligger Sau-Kallio-huset, som visar hur hantverkarna bodde.